# NGC 1840
NGC 1840 is een open sterrenhoop in het sterrenbeeld Tafelberg. Het hemelobject werd op 3 november 1834 ontdekt door de Britse astronoom John Herschel.

## Synoniemen
- ESO 56-SC62